# Palle Hansborg-Sørensen
Palle Hansborg-Sørensen (født 15. oktober 1946) er en dansk politiker, der fra 2007 til 2009 var borgmester i Kerteminde Kommune, samt fra 1990 til 2006 borgmester i Munkebo Kommune, valgt for Socialdemokratiet.
Hansborg-Sørensen, der er uddannet lærer og tidligere har arbejdet som skoleinspektør, begyndte sin politiske karriere som medlem af Munkebo Kommunalbestyrelse i 1982 og var i to valgperioder formand for kommunens tekniske udvalg. I 1990 blev han borgmester og stod bl.a. i spidsen for en fornyelse af byens centrum med opførelse af et nyt kulturcenter og bibliotek. Hansborg-Sørensen har blandt mange tillidsposter været medlem af KL's social- og arbejdsmarkedsudvalg.
Ved det første valg til den nye store Kerteminde Kommune blev han dens første borgmester. Efter kommunalvalget 2009 fortsatte han i første omgang som borgmester, men blev senere kuppet af Sonja Rasmussen, der var valgt for Socialdemokraterne, men efterfølgende meldte sig ud og konstituerede sig med de borgerlige partier.